# Ten$Ion
Ten$Ion je drugi studijski album južnoafričke rep-rejv grupe Die Antwoord. Album je izašao 29. januara 2012. godine na iTunes Store i na CD-u 7. februara, a fizičko izdanje izbacila je izdavačka kuća Zef Recordz koju je grupa sama osnovala nakon prekida saradnje sa izdavačkom kućom Interscope zbog njihovog pritiska da grupa postane „nespecifičnija”. Album je debitovao na 20. mestu Top liste časopisa Bilbord u kategoriji dens/elektro albuma.